# Lee Man-hee (Shincheonji)

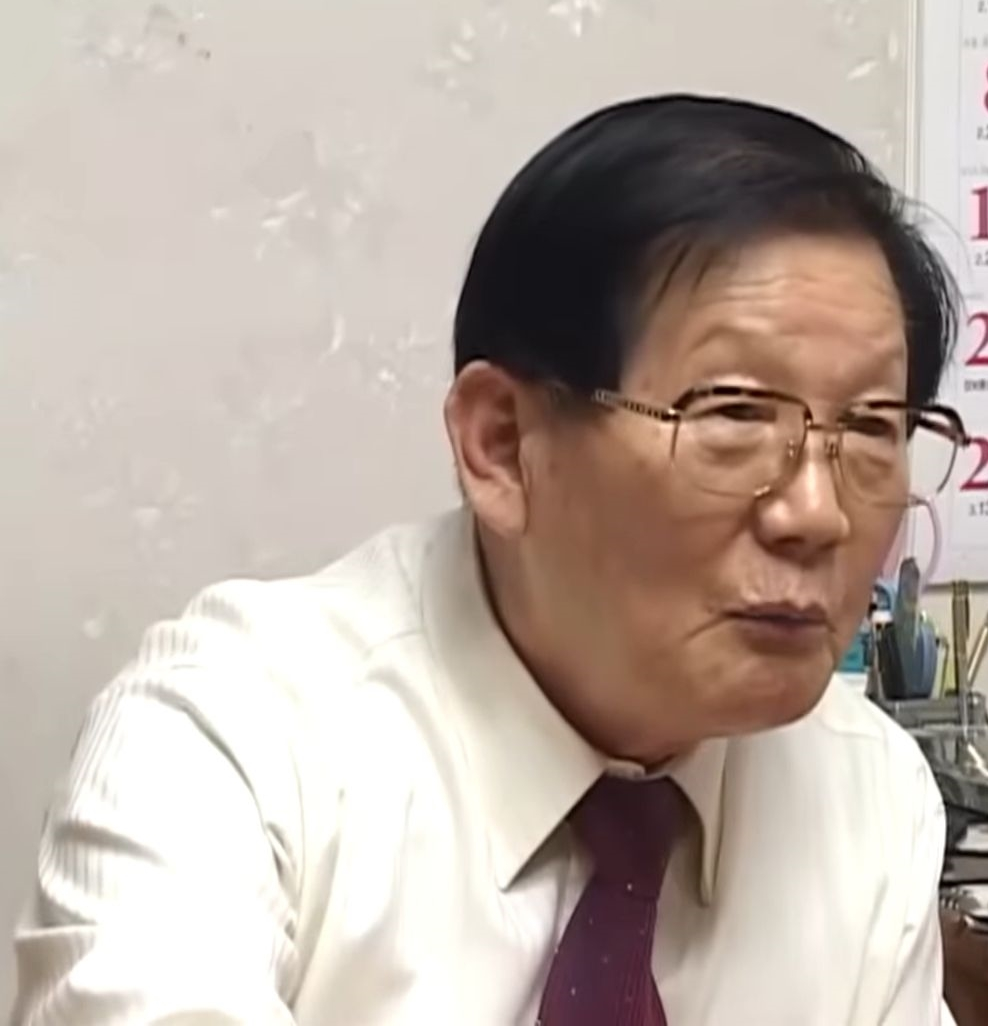
Lee Man-hee

Lee Man-hee (* 15. September 1931 in Cheongdo, Chōsen, heute Südkorea) ist der Gründer und Präsident der christlichen Sekte Shincheonji (kor. 신천지, Hanja 新天地, dt. „neuer Himmel und Erde“), die auch als „die Sekte Jesu, der Tempel der Hütte des Zeugnisses“ (neuerdings auch „der Tempel des Zeltes des Zeugnisses“) bezeichnet wird. Die auch in Deutschland vor allem in Berlin, Frankfurt am Main und Essen aktive Shincheonji-Sekte gehört zu den Neuen Religiösen Bewegungen.
Lee Man-hee ist zudem Gründer weiterer Organisationen, die von Kritikern als Tarn-, Teil- oder Unterorganisationen von Shincheonji angesehen werden, wie Heavenly Culture, World Peace, Restoration of Light (HWPL), das International Peace Forum (IPF) oder die International Peace Youth Group (IPYG).

## Leben
Lee Man-hee wurde laut einer Eigendarstellung am 15. September 1931 als Kind einer armen Familie in Cheongdo geboren. Nach eigener Aussage stammt er von einer ca. 500 Jahre alten Königsfamilie ab. 1948 wurde er von baptistischen Missionaren aus dem Ausland getauft. 1957 erfolgte sein Beitritt zur Jondogwan-Sekte und 1967 zur endzeitlichen Gemeinschaft „Tempel des Zeltes“ in Gwacheon, Provinz Gyeonggi-do. Ihm sei eine Offenbarungserfahrung zuteilgeworden, in der er beauftragt worden sei, die Zwölf Stämme Israels des Reiches Gottes zu errichten. Daraufhin gründete er am 14. März 1984 die „Neuer Himmel, neue Erde“-Kirche. Die in Anlehnung an Offb 21,1  verwendete koreanische Eigenbezeichnung „Shincheonji“ bedeutet „Neuer Himmel, neue Erde“, die in der Gemeinschaft bereits erschienen sein sollen.
Lee geht es vor allem um ein neues Verständnis der Endzeit, in der er selbst als der „verheißene Pastor“ und die Shincheonji-Sekte als die in Offb 7,4–8  genannte Schar der 144.000 „Versiegelten“ eine heilsgeschichtliche Rolle spielen wollen.
Lee hat mehrere Bücher über die Erfüllung der Prophezeiungen des Neuen Testaments verfasst, die über die Shincheonji-Sekte verlegt werden, z. B. „Die Schöpfung von Himmel und Erde“, „Die Offenbarung und menschliche Auslegung“, „Die Wirklichkeit der Offenbarung“, „Das Lebenswerk von Jesus“ und „Das Heiligtum der Wahrheit I, II“. Diese sind jedoch nicht auf dem freien Markt erhältlich.
Lee unternahm zwei Pilgerreisen an die Orte der Ereignisse des Neuen Testaments in Ägypten, Berg Sinai, Israel, Türkei, Griechenland und Rom. Er ist Vorsitzender von verschiedenen von ihm gegründeten Kulturzentren. Im März 2020 stellte die Stadt Seoul im Zusammenhang mit der Coronavirus-Epidemie eine Strafanzeige wegen Mordes gegen Lee. Am 13. Januar 2021 wurde er vom Vorwurf, gegen das Gesetz über Infektionskrankheiten verstoßen zu haben, freigesprochen. Er wurde jedoch der Unterschlagung von 5,6 Mrd. Won (ca. 4,2 Mio. EUR) und der Behinderung in öffentlichen Angelegenheiten für schuldig befunden und zu drei Jahren Gefängnis, ausgesetzt zur Bewährung, verurteilt.

## Aktivitäten der Shincheonji-Sekte

### Weltweit und Deutschland
Zumindest seit 2006 ist die Gruppe auch in Deutschland aktiv. Bis vor kurzem verwendete sie auf ihrer Webpräsenz auch den Namen „Healing All Nations“.
Die Shincheonji-Sekte, die vom ehemaligen Sektenbeauftragten der Evangelischen Berlin-Brandenburgischen Kirche, Thomas Gandow, als „Sekte“ beschrieben wird, organisiert sich in Anlehnung an Offb 7,4–8  und deren Analogie zur alttestamentlichen Organisationsform Israels in zwölf Stämmen, von denen jeder 12.000 Mitglieder gewinnen soll. Die meisten Stämme befinden sich in Südkorea; dort gibt es 45 Sekten-Gemeinden. Nach eigenen Angaben unterhält die Shincheonji-Sekte außerdem weltweit mehr als 300 Bibelschulen. Diese seien in Korea und international in den USA, Kanada, China, Philippinen, Japan, Indien, Australien, Südafrika, Deutschland (z. B. in Berlin und in Frankfurt am Main), Spanien, den Niederlanden, Frankreich und Österreich mit mehr als tausend Klassen vertreten. 2010 wurde eine Zahl von über 70.000 Mitgliedern geschätzt. Es wird in eigenen Publikationen stets hervorgehoben, dass die Lehre, die in den Shincheonji-Bibelschulen gelehrt wird, ausschließlich auf dem ursprünglichen Wortlaut der Bibel basiere. Die etablierten Kirchen, vor allem in Korea (hier die presbyterianische und die calvinistische Kirche), werden abgelehnt und als „satanisch […], nämlich als Teil der abgefallenen Welt“ angesehen.

### Bibelschulen und Mitgliederwerbung
Die Shincheonji-Sekte wirbt besonders in bereits bestehenden christlichen Sekten und Bibelstudiengruppen um neue Mitglieder. Die in dieser Hinsicht aktiven Mitarbeiter der Bewegung werden in Anlehnung an Mt 13,30  „Harvester“ (Schnitter, Ernter) genannt. Interessierten wird zunächst ein einführendes Bibelstudium angeboten. Die Endzeitlehren der Gruppe werden darin laut Thomas Gandow, dem ehemaligen Weltanschauungsbeauftragten der Evangelischen Berlin-Brandenburgischen Kirche, dem Interessierten durch einen eigenen Lehrer ganz persönlich, jedoch zunächst noch verschleiert unterrichtet mit Verweis darauf, dass laut Hebr 5,13  Unerfahrene nur Milch und keine feste Speise erhalten sollten. Nach dem ersten Kurs erfolgt eine Prüfung in Form eines Tests, wobei jedoch im Vorfeld sowohl die Fragebögen als auch die von der Leitung erwarteten „richtigen Antworten“ zum Auswendiglernen den Prüflingen zum Abschreiben mitgegeben werden. Dabei ist es unerheblich, ob die gestellten Fragen und die vorgegebenen Antworten passen, denn bei dieser „Prüfung“ kommt es letztlich nur darauf an, ob man „demütig“ und „gehorsam“ genug ist, um kritiklos die gewünschten (auswendig gelernten) Antworten hinzuschreiben. Erst wenn dieser bestanden wird, werden die Rekrutierten in mehreren weiterführenden Bibelstudienkursen, die jeweils mit Prüfungen abgeschlossen werden, Stück um Stück in die neuen Lehren einbezogen, die als bislang versiegelte Verheißungen vorgestellt werden, welche erst jetzt durch Lee Man-hee, den „verheißenen Pastor“, neu verstanden werden könnten. Außerdem wird vorsorglich und frühzeitig darauf hingewiesen, dass man als Mitglied der „einzig wahren Kirche“, die also als einzige „die Offenbarung Gottes“ kennt, von Außenstehenden möglicherweise als Sekten-Anhänger diskreditiert würde und verweist dabei gerne auf entsprechende Bibelverse, worin die Anhänger Jesu als Mitglieder der „Sekte des Nazoräers“ (bzw. „Nazareners“) bezeichnet werden. Deswegen solle man sich unbedingt freuen, wenn man Ähnliches in der heutigen Zeit erlebt und als „Sekte“ beschimpft würde, da man dann die Gewissheit bekäme, wirklich auf der richtigen Seite zu stehen.
In Deutschland wirbt die Bewegung in den vergangenen Jahren zunehmend Neumitglieder, vor allem Studentinnen und Studenten werden angesprochen. Ein Rekrutierungsbrennpunkt ist der Raum Frankfurt am Main. Sektenbeobachter warnen, Mitglieder würden in die soziale Isolation getrieben und bei Widerstand unter Druck gesetzt. Die Zahl der Menschen, die sich beraten lassen, weil sie aus der Gruppierung aussteigen wollen oder Angehörige an sie verloren haben, ist in den betroffenen deutschen Regionen rasant angestiegen.

### Soziale Arbeit
Die Shincheonji-Sekte unterstützt eigenen Angaben zufolge Schulen und soziale Einrichtungen durch Stipendien und beteiligt sich vor allem in Korea immer wieder unter Beteiligung der Medien an Umweltaktionen.

## Lehre

### Schwerpunkt „Endzeit“
Zentrum der Shincheonji-Lehre ist das Selbstverständnis als die 144.000 „Versiegelten“ der Endzeit, wie sie im biblischen Buch der Offenbarung des Johannes vorgestellt werden, sowie das Verständnis von Lee Man-hee als dem verheißenen Pastor der Endzeit.
Die Welt befände sich mitten in der Endzeit. Nach dem Selbstverständnis von Shincheonji heißt das, dass alle Religionen der Welt und somit die Unterschiede zwischen ihnen verschwinden würden und somit auch das Christentum zu einem Ende kommen wird.
Vertreten wird vor allem die Lehre des Dispensationalismus mit charakteristischen Abweichungen von anderen dispensationalistischen Modellen. So werden vier Dispensationen angenommen: Von Adam bis Abraham 2000 Jahre, ebenso von Abraham bis Christus 2000 Jahre. Als dritte Dispensation wird die Zeit von Christus bis 1984 (dem Jahr der Gründung vom Shincheonji) angenommen, und seitdem sei die Zeit der Ernte und das darauf folgende Millennium angebrochen. Mit der Gründung von Shincheonji habe die in Offb 7,4–8  beschriebene Versiegelung begonnen. Sobald ihre Zahl erreicht sei, werde das neue Jerusalem (Offb 21,1–6 ) herabkommen, und zwar exklusiv auf die Mitglieder der Shincheonji-Sekte, die danach zu Priesterkönigen würden. Diesen wird dann ewiges Leben versprochen, so wie auch von Lee Man-hee intern bei Shincheonji gesagt wird, dass er unsterblich geworden sei. Diejenigen Gläubigen, die nicht von ihr wussten, aber ihre Sonderstellung anerkennen, bildeten die „Große Volksmenge“ nach Offb 7,9–17 . Diejenigen aber, die die Shincheonji-Sekte bekämpften, würden in den Feuer- und Schwefelsee geworfen und seien somit in alle Ewigkeit verdammt.

### Bibel
Die Shincheonji-Sekte betont, dass ihre Lehre auf dem Wortlaut der Bibel beruhe. Sowohl Altes als auch Neues Testament seien jedoch versiegelt und dem normalen Verständnis nicht zugänglich (Jes 29,9–14 ; Offb 5,1–14 ). So wie Gott die versiegelte Rolle des Alten Testaments geöffnet und sie Jesus eingegeben habe (Mt 11,27 ), habe Jesus die versiegelte Schriftrolle geöffnet (Offb 6,1–17 ) und sie dem verheißenen Hirten Lee Man-hee gegeben. Exklusiv durch ihn würden also nunmehr die versiegelten Worte in ihrem eigentlich Sinn offenbart. Bezeichnend für die Shincheonji-Lehre ist, dass längst nicht alle Bibelverse zur Rechtfertigung von Lee Man-hees Behauptungen herangezogen werden, sondern nur speziell von ihm selbst ausgesuchte Verse, die am besten in sein Konzept passen.

### Lee Man-hee als der verheißene Pastor
Indem zahlreiche Stellen aus dem Neuen Testament, die sich auf das „Lamm Gottes“ oder den Heiligen Geist beziehen, in der Bibelauslegung der Shincheonji-Sekte auf Lee Man-hee bezogen werden, wird diesem eine herausgehobene Stellung zugesprochen. So sei der „Geist der Wahrheit“ (Joh 14,17  u.ö.) nun in Gestalt von Lee Man-hee erschienen, denn er werde in einer Person sein, wenn er kommt. Diese Person sei identisch mit einer Figur aus der Johannesoffenbarung, von der es heißt, dass sie „die Heiden mit eisernem Stab regiere“ (Offb 2,26–27 ). Es wird durchaus betont, dass Lee nicht selbst Gott oder Jesus ist, jedoch sei er ein ausgewählter Bote der Endzeit, der bereits in der Bibel „verheißene Pastor“.

### Weitere Sonderlehren
Abgelehnt wird von Lee Man-hee die Dreieinigkeitslehre der Kirche. Vielmehr bezeichne der Begriff „Heiliger Geist“ einfach irgendeinen animistischen Geist, der heilig ist. Er bedeute also nicht die Vorstellung von einem einzigen Geist Gottes, sondern es gebe viele verschiedene heilige Geister, zu denen auch die Engel im Himmel gehörten; sie hätten verschiedene Aufgaben und Positionen. Der „Tröster“ sei nur eine Rolle unter vielen.